# NGC 6818
NGC 6818 é uma nebulosa planetária na direção da constelação de Sagittarius. O objeto foi descoberto pelo astrônomo William Herschel em 1787, usando um telescópio refletor com abertura de 18,6 polegadas. Devido a sua moderada magnitude aparente (+9,3), é visível apenas com telescópios amadores ou com equipamentos superiores.